# Terry Jones
Terence Graham Parry "Terry" Jones, född 1 februari 1942 i Colwyn Bay, Clwyd, Wales, död 21 januari 2020 i London, var en brittisk komiker, regissör, manusförfattare, författare och skådespelare. Han var en av medlemmarna i humorgruppen Monty Python.

## Biografi
Jones föddes i kuststaden Colwyn Bay, på Wales norra kust. Fadern var stationerad av Storbritanniens flygvapen i Indien. När Jones var omkring fyra år flyttade familjen till Surrey i England. Han gick grundskolan på Esher COE school och läste sedan vidare på Royal Grammar School i Guildford, där han även var skolkapten läsåret 1960–1961. Han studerade sedan engelska vid St Edmund Hall (en del av Oxford University), men "förirrade sig in i historien". Här medverkade han även, tillsammans med framtida Monty Python-kollegan Michael Palin, i The Oxford Revue.

### Privatliv
Jones var 1970–2012 gift med Alison Telfer och de fick två barn, Sally född 1974 och Bill, född 1976. År 2004 träffade han Anna Söderström som då var student vid Oxford University. År 2009 fick de en dotter, Siri. Paret gifte sig 2012. Söderström är dotterdotter till tandläkaren Alice Timander. Terry Jones avled i sviterna av långt gången frontallobsdemens.

## Filmografi (urval)
- 1969-1974 - Monty Pythons flygande cirkus (TV-serie; manus och roller)
- 1971 – Livet é python (manus och roller)
- 1975 – Monty Pythons galna värld (regi, manus och roller)
- 1976-1979 - Ripping Yarns (TV-serie, manus och roller)
- 1977 – Stackars Dennis (roll)
- 1979 – Ett herrans liv (regi, manus och roller)
- 1983 – Meningen med livet (regi, manus och roller)
- 1986 – Labyrint (manus)
- 1987 – Personal Services (regi)
- 1989 – Erik Viking (regi, manus och roll)
- 1997 – Det susar i säven (regi, manus och roll)
- 2010 - Not the Messiah (He's a Very Naughty Boy)
- 2015 – Absolutely Anything (regi, manus och roll)

## Utmärkelser
- En asteroid, 9622 Terryjones, har namngivits efter Jones.[6]